# Firmin der Jüngere von Amiens
Der heilige Firmin der Jüngere von Amiens, auch Firmin der Bekenner, Firminus confessor († 4. Jahrhundert) war der dritte Bischof von Amiens.
Über sein Leben ist wenig bekannt. Er soll ein Schüler von Firmin dem Älteren von Amiens gewesen sein und baute über dessen Grab die Kirche Saint-Acheul (heute in einem Vorort von Amiens), die bis zum Bau der heutigen Kathedrale von Amiens die Kathedrale des Bistums war.
Firmin der Bekenner wurde von manchen Autoren mit Firmin dem Märtyrer (Firminus martyr) gleichgesetzt; die neuere Forschung unterscheidet diese beiden heiligen Bischöfe von Amiens allerdings. Das aus dem frühen Mittelalter stammende Sakramentar von Amiens führt am 25. September eine Festmesse für Firmin den Märtyrer und am 1. September eine Festmesse für Firmin den Bekenner auf.
Sein Gedenktag ist der 1. September.